# Real Canoe NC

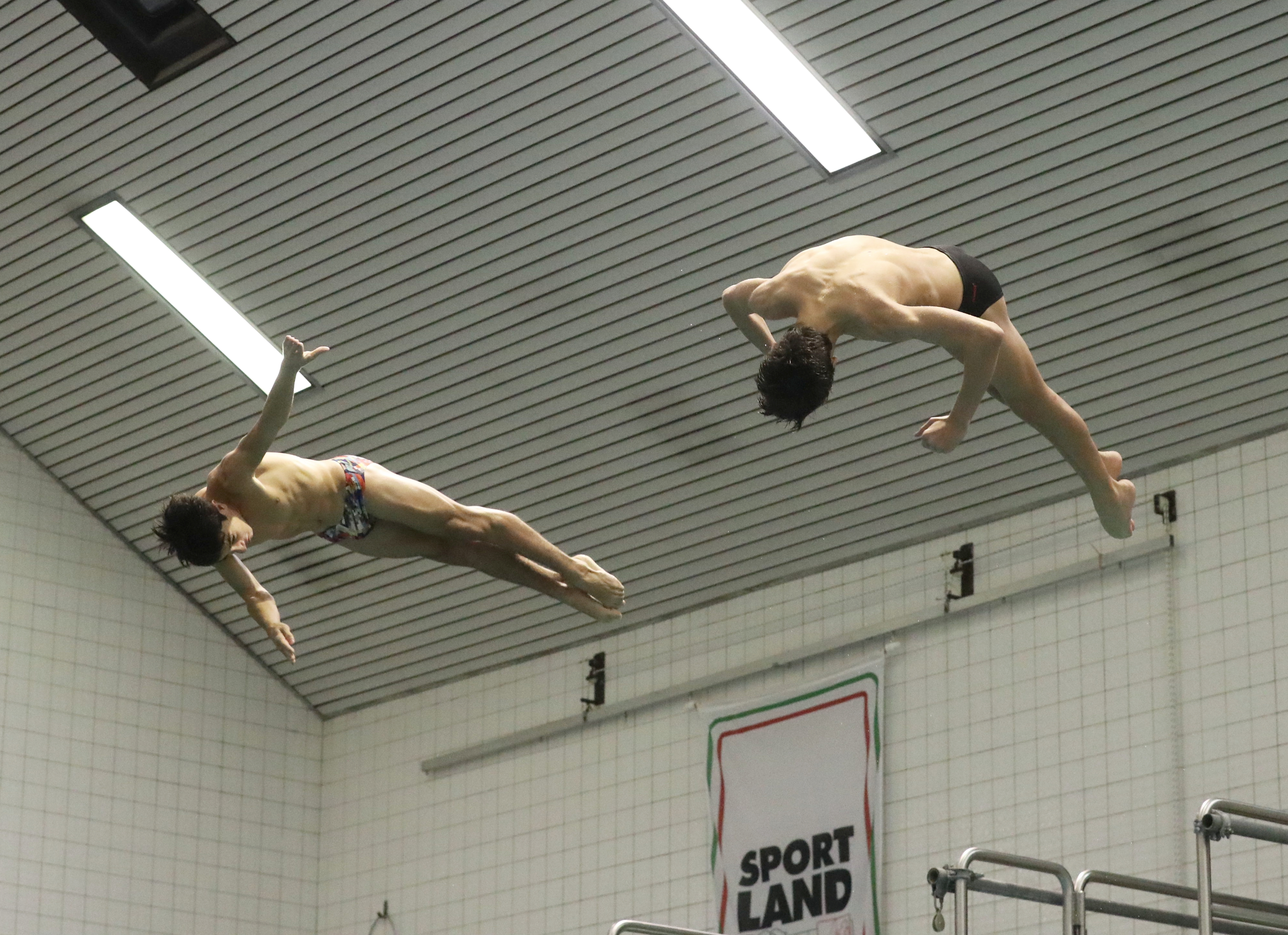
Synchronspringer des Real Canoe Natación Club beim Ulla-Klinger-Cup 2021 in Aachen

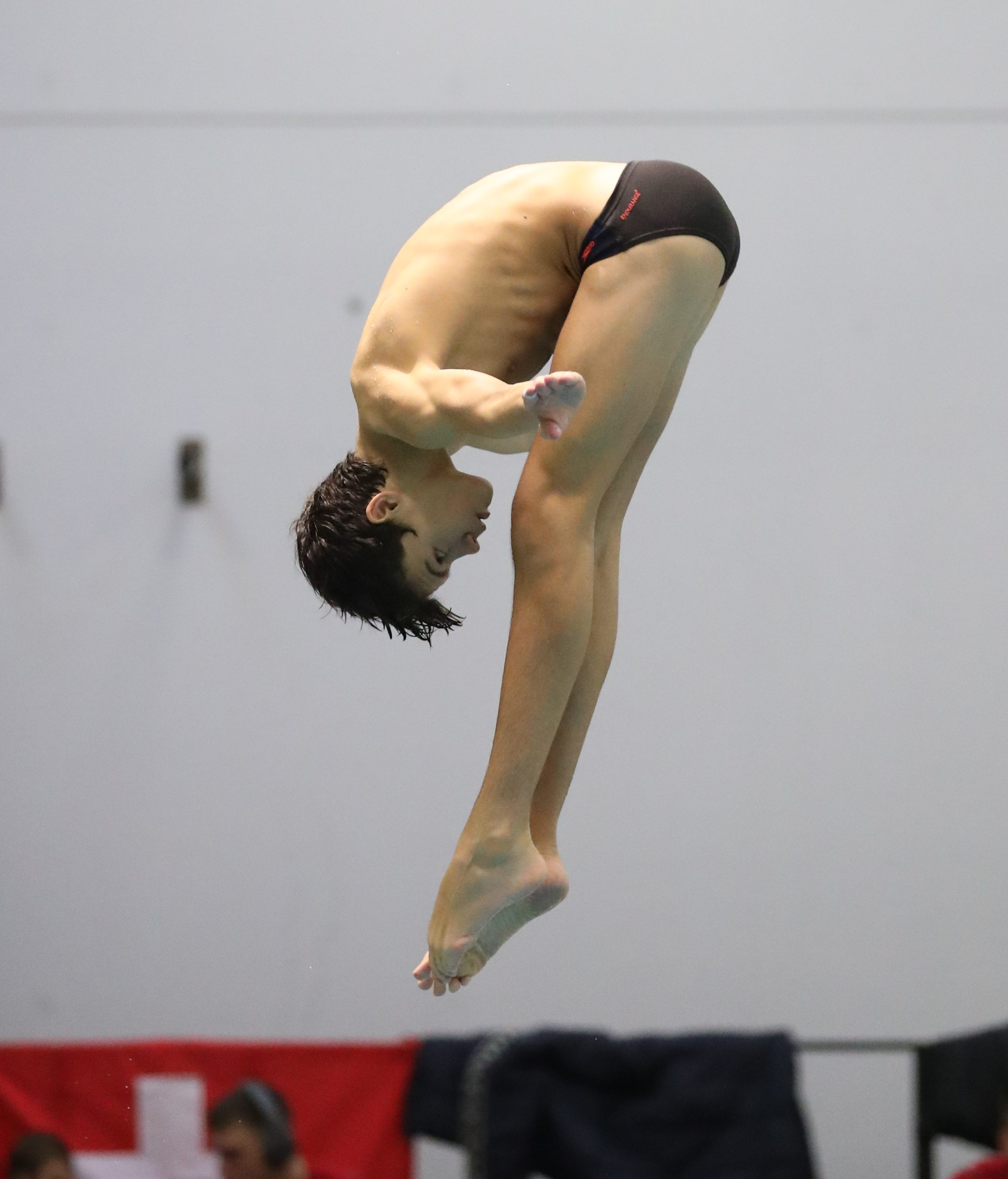
Wasserspringer dieses Vereins während der Flugphase mit Blick zur Wasseroberfläche

Real Canoe Natación Club ist ein Sportverein aus der spanischen Hauptstadt Madrid, mit Abteilungen für Schwimmsport, Wasserball, Wasserspringen, Synchronschwimmen, Basketball und Rugby Union.

## Geschichte
Canoe Natación Club wurde am 8. Oktober 1931 als Fusion der beiden Sportvereine Canoë Club, ein von Bergsportlern ein Jahr zuvor ins Leben gerufener Klub, und Club Natación Atlético, mit Hauptaugenmerk auf den Schwimmsport, gegründet. Im Laufe der Jahre öffnete sich der Verein auch anderen Sportarten, so wurde im Jahr 1940 die Basketballsektion gegründet und 1963 folgte Rugby Union.
Die Wasserballmannschaft von Real Canoe konnte als bislang einziges Team von außerhalb Kataloniens die spanische Meisterschaft gewinnen. Sowohl 1998/99 als auch 1999/2000 holte Real Canoe den Titel.
Das Basketballteam der Herren spielte von 1958 bis 1965 in der ersten Spielklasse. Die Mannschaft der Damen konnte von 1983/84 bis 1985/86 drei Mal in Folge die spanische Meisterschaft gewinnen und eroberte zudem im Jahr 1996 den spanischen Pokal.
Auf eine besonders erfolgreiche Geschichte kann die Rugbysektion zurückblicken. Mit fünf Titeln in der spanischen Meisterschaft und zehn Pokalsiegen zählt sie zu den erfolgreichsten Teams Spaniens. Seit 2005 firmiert die Profimannschaft unter dem Namen Canoe Rugby Club Pozuelo Madrid, oder kurz CRC Madrid.
Im November 1988 wurde dem Verein von König Juan Carlos I. der Titel Real (spanisch für königlich) verliehen.

## Erfolge

### Wasserball
- Spanischer Meister (Männer): 1998/99 und 1999/2000

### Basketball
- Spanischer Meister (Frauen): 1984, 1985 und 1986
- Spanischer Pokalsieger (Frauen): 1996

### Rugby (seit 2005 als CRC Madrid)
- Copa Ibérica (Männer): 1965, 1967 und 2001
- Spanischer Meister (Männer): 1971, 1972, 1973, 2000 und 2009
- Spanischer Pokal (Männer): 1964, 1966, 1970, 1971, 1974, 2001, 2002, 2003, 2008 und 2009
- Spanischer Supercup (Männer): 2009